# Mogočinskij rajon
Il Mogočinskij rajon (in russo Могочинский район?) è un municipal'nyj rajon del Territorio della Transbajkalia, nell'Estremo Oriente russo. Istituito il 4 gennaio 1926, ricopre una superficie di 25 322,86 chilometri quadrati e ha una popolazione di 21 424 abitanti; il centro amministrativo è la città di Mogoča. Il rajon è suddiviso in una città, 4 insediamenti di tipo urbano e 2 comuni rurali. Un ramo della Ferrovia Transiberiana attraversa il territorio del distretto.
Il confine con la Cina è segnato dai fiumi Argun' e Amur. Bagna il territorio anche la Šilka (ramo sorgentifero di sinistra dell'Amur).